# Intini Uyu Pata
Intini Uyu Pata o Inti Uyu es un sitio arqueológico en Perú. Se encuentra ubicado entre los distrito de Ollaraya y Unicachi dentro de la provincia de Yunguyo al sureste del departamento de Puno a una altitud de aproximadamente 3.867 m (12.687 pies).. El sitio fue declarado Patrimonio Cultural de la Nación por el Instituto Nacional de Cultura.